# CSTVT
CSTVT, originalmente conocida como Castevet, fue una banda estadounidense de emo proveniente de Chicago, Illinois. Sería formada a inicios del año 2007 por el vocalista y guitarrista Nick Wakim, el guitarrista Will McEvilly, el corista y bajista Ron Petzke, y el baterista Josh Snader; la formación se mantendría intacta hasta su separación en 2013. En diciembre de 2010, la banda cambiaría su nombre de Castevet a CSTVT, aunque con la misma pronunciación.
Su música se asemeja también a muchas bandas indie y emo de los años 90 como Braid, The Appleseed Cast, Ghost and Vodka, Small Brown Bike, American Football y The Casket Lottery, estas últimas se han convertido en influencia de ellos.

## Discografía
Álbumes de estudio
- 2008: Summer Fences[2]
- 2010: The Echo & The Light[3]

Extended Plays y splits
- 2008: I Know What a Lion Is
- 2009: The Echo & The Light
- 2010: Snack Town – con Into It. Over It.[4]
- 2011: CSTVT